# Maçanet de la Selva
Maçanet de la Selva ist eine katalanische Gemeinde in der Provinz Girona im Nordosten Spaniens. Sie liegt in der Comarca Selva.

## Geographie
Maçanet de la Selva liegt in der Provinz Girona in der Autonomen Gemeinschaft Katalonien.

## Nachbargemeinden
Nachbargemeinden sind Blanes, Lloret de Mar, Vidreres, Sils, Riudarenes, Massanes, Fogars de la Selva und Tordera.

## Bevölkerungsentwicklung
| 1900 | 1930 | 1950 | 1970 | 1986 | 2001 | 2005 | 2015 |
| ---- | ---- | ---- | ---- | ---- | ---- | ---- | ---- |
| 1412 | 1653 | 1558 | 1525 | 2479 | 4010 | 5354 | 6887 |

## Sehenswürdigkeiten
- Kirche Sant Llorenç
- Kapelle Sant Sebastià